# جيم مكافري
جيم مكافري (بالإنجليزية: Jim McCaffrey)‏ (12 أكتوبر 1951 في المملكة المتحدة - ) هو لاعب كرة قدم بريطاني في مركز الوسط. لعب مع نادي بورتسموث ونادي نورثامبتون تاون ونوتينغهام فورست وهدرسفيلد تاون ونادي مانسفيلد تاون.

## وصلات خارجية
- جيم مكافري على موقع قاعدة بيانات كرة القدم.إي يو (الإنجليزية)